# Krypta Kapucyńska w Wiedniu

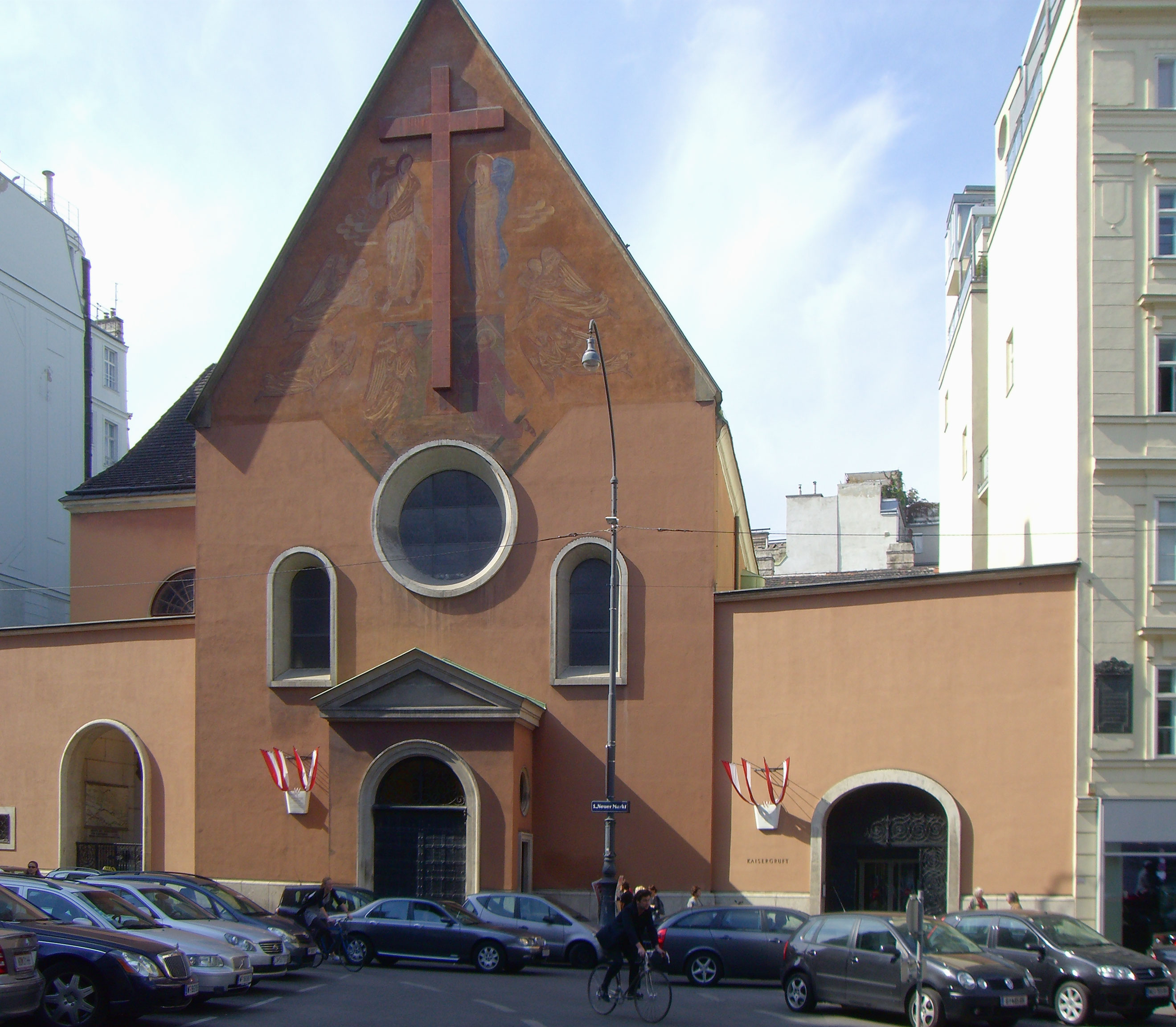
Kościół Kapucynów, po prawej wejście do krypty

Krypta Kapucyńska w Wiedniu (niem. Kapuzinergruft), także Krypta Cesarska (Kaisergruft) – miejsce pochówku zmarłych z dynastii habsburskiej i habsbursko-lotaryńskiej w Wiedniu.
Krypta znajduje się przy placu Neuer Markt w podziemiach kościoła Kapucynów w Wiedniu i jest zarządzana przez mnichów tegoż zakonu.